# 스티브 클라크 (수영 선수)
스티븐 에드워드 클라크(Stephen Edward Clark, 1943년 7월 17일 ~ )는 전 미국의 수영 선수로 올림픽 3관왕이자 전 세계 기록 보유자이다.
캘리포니아주 오클랜드에서 태어난 클라크는 1960년 로마 올림픽에서 남자 800m 자유형 계주와 400m 혼계영의 예선들에서 1위를 한 미국 팀을 위하여 헤엄을 쳤다. 미국의 양릴레이 팀은 금메달을 획득하였으나 클라크는 결승전들에 나오지 않은 이유로 메달을 따는 적격이 없었다.

## 활동
1963년 상파울루에서 열린 팬아메리칸 게임에서 100m 자유형을 우승한 그는 자신의 첫 국제적 금메달을 획득하고, 스티브 잭먼을 좁은 차이로 앞섰다.
1964년 도쿄 올림픽에서 클라크는 400m/800m 자유형 계주와 400m 혼계영에서 우승한 미국 팀의 일원으로서 3관왕이 되었다.
예일 대학교에서 수학한 클라크는 예일 불독스 수영·다이빙 팀을 위하여 NCAA와 아이비 리그 경연에 나갔다. 시니어로서 그는 예일 수영 팀의 주장이었고, 1964년 학사와 함께 졸업하였다. 2005년 그는 자신의 3개의 올림픽 금메달 중 하나를 자신의 모교에 기증하였다.
1966년 명예 수영 선수로서 국제 수영 명예의 전당에 헌액되었다.

## 같이 보기
- 올림픽 다관왕 목록
- 올림픽 수영 남자 메달리스트 목록
- 수영 자유형 100m 세계 기록 추이
- 수영 계영 400m 세계 기록 추이
- 수영 혼계영 400m 세계 기록 추이
- 수영 계영 800m 세계 기록 추이